# 佐藤陽一
佐藤 陽一（さとう よういち、1949年〈昭和24年〉2月9日 -  2015年〈平成27年〉4月11日）は、日本の政治家。大分県日田市長（1期）。

## 経歴
大分県出身。九州大学法学部卒。大分県庁入庁。大分県市町村振興局長、総務部審議監、企画振興部長など歴任。2007年〈平成19年〉日田市長選挙に立候補。当選後一期務める。2015年〈平成27年〉に他界。